# فیرمنیچ
فیرمنیچ (انگلیسی: Firmenich) شرکت کالای لوکس سوئیسی است، که در سال ۱۸۹۵ تأسیس شد.